# Westbrook Van Voorhis
Cornelius Westbrook Van Voorhis (21 de septiembre de 1903 – 13 de julio de 1968) fue un locutor de programas televisivos y producciones cinematográficas de nacionalidad estadounidense. 

## Biografía
Nacido en New Milford (Connecticut), es quizás más recordado por su trabajo en la serie radiofónica y de noticieros March of Time, donde fue conocido como la 'Voice of Doom' («voz del destino») así como por su latiguillo “Time...marches on!”. Van Voorhis fue el narrador de todos los episodios de la serie emitida en 1954-1956 por la NBC Justice, protagonizada por Dane Clark y Gary Merrill. Otra de las producciones narradas por Van Voorhis fue la serie televisiva de 1957 PANIC!, y originalmente se pensó en él para actuar como locutor del show televisivo The Twilight Zone. 
Westbrook Van Voorhis falleció en su localidad natal, New Milford (Connecticut), en 1968, a causa de un cáncer. Fue enterrado en el Cementerio Center de esa población. 